# Sebő Endrődi
Sebő Endrődi, född den 18 september 1903 i Košice, död den 12 december 1984 i Budapest, var en ungersk entomolog som specialiserade sig på skalbaggar.
Auktorsnamnet S. Endrödi kan användas för Sebő Endrődi i samband med ett vetenskapligt namn inom zoologin; se Wikipedia-artiklar som länkar till auktorsnamnet.